# What's another year
What's another year is een nummer van de Ierse zanger Johnny Logan uit 1980. Het werd geschreven en gecomponeerd door de eveneens Ierse tekstschrijver Shay Healy.
Met dit lied won Ierland in 1980 het Eurovisiesongfestival.

## Achtergrond
Shay Healy begon What's another year al in 1976 te schrijven. Drie jaar later werd met gastmuzikanten een eerste demo opgenomen. Oorspronkelijk was het lied bedoeld voor de Ierse zanger Glen Curtin, maar toen deze het nummer afwees, werd het aangeboden aan Johnny Logan. Het nummer werd hierna door Bill Whelan opnieuw gearrangeerd om het aan Logans zangstijl aan te passen. De inleiding en de brug van het lied werden verzorgd door de Schotse saxofonist Colin Tully.
De tekst van What's another year wordt soms verkeerd geïnterpreteerd. Het lijkt te gaan over een man die wacht tot het meisje van zijn dromen verliefd op hem wordt. Op een bepaald moment lijkt hij te beseffen dat ze zijn gevoelens nooit zal delen, maar hij blijft hopen en is bereid om te wachten zolang het duurt. In werkelijkheid schreef Shay Healy het lied echter over de pijn van zijn vader na de dood van diens vrouw.

## Eurovisiesongfestival 1980
What's another year werd in 1980 ingezonden naar de Ierse voorronde voor het Eurovisiesongfestival. Deze nationale finale vond op 9 maart 1980 plaats in Dublin. Johnny Logan won de competitie met gemak en mocht Ierland zodoende vertegenwoordigen op het Eurovisiesongfestival dat een maand later plaatsvond in Den Haag.
Op het songfestival, waar hij beschouwd werd als een van de favorieten, was Logan als zeventiende van 19 deelnemers aan de beurt. Hij bracht zijn lied zittend op een kruk en viel mede op vanwege zijn jongensachtige uiterlijk. Bij de puntentelling ontving What's another year van zeven landen het maximumaantal van 12 punten. De totale puntenscore van 143 was uiteindelijk voldoende voor de overwinning. Het betekende na 1970 de tweede Ierse songfestivalzege. Bij de herhaling van zijn winnende lied was Logan zichtbaar geëmotioneerd en had hij moeite met de hoge slotnoot.
De songfestivaltrofee die componist Shay Healy na de show ontving, werd in 2017 gestolen uit zijn huis.

## Covers
Door de jaren heen werd What's another year door verschillende artiesten gecoverd. Johnny Logan nam na het songfestival zelf een Duitstalige versie van het nummer op, getiteld Was ist schon ein Jahr. Verder verschenen er vertalingen in het Frans (Qu'est ce qu'une autre année door Noëlle Cordier), het Fins (Vuodet ohi käy door Fredi), het Portugees (Um ano ou um dia door Edmundo Falé) en het Nederlands (Was je nu maar hier door Garry Hagger).
Het lied werd ook uitgebracht door de voormalige songfestivalwinnaars Nicole, de Olsen Brothers en Brotherhood of Man.

## Hitlijsten
What's another year groeide in verschillende Europese landen uit tot een grote hit. Behalve in Ierland zelf bereikte het ook de nummer 1-positie in de hitparades van Vlaanderen, Zweden, het Verenigd Koninkrijk en Noorwegen. In Duitsland en Zwitserland bleef Logan steken op de tweede plaats. In de Nederlandse Top 40 kwam de single niet verder dan nummer 3.

### Nederlandse Top 40
| Positie: | 32 | 16 | 11 | 6 | 5 | 3 | 5 | 10 | 24 | uit |

### NPO Radio 2 Top 2000
| Nummer met noteringen in de NPO Radio 2 Top 2000 | '99  | '00  | '01 | '02  | '03  | '04 | '05  | '06 | '07 | '08  |
| ------------------------------------------------ | ---- | ---- | --- | ---- | ---- | --- | ---- | --- | --- | ---- |
| What's Another Year                              | 1123 | 1233 | -   | 1924 | 1844 | -   | 1649 | 928 | -   | 1813 |

1. ↑  Een '-' betekent dat het nummer niet was genoteerd en een vetgedrukt getal geeft de hoogste notering aan.
2. ↑  Deze tabel is bijgewerkt tot en met de laatste editie (2024).

1956: Refrain · 
1957: Net als toen · 
1958: Dors, mon amour · 
1959: 'n Beetje · 
1960: Tom Pillibi · 
1961: Nous les amoureux · 
1962: Un premier amour · 
1963: Dansevise · 
1964: Non ho l'età · 
1965: Poupée de cire, poupée de son · 
1966: Merci, chérie · 
1967: Puppet on a string · 
1968: La la la · 
1969: Un jour, un enfant, De troubadour, Vivo cantando, Boom bang-a-bang · 
1970: All kinds of everything · 
1971: Un banc, un arbre, une rue · 
1972: Après toi · 
1973: Tu te reconnaîtras · 
1974: Waterloo · 
1975: Ding-a-dong · 
1976: Save your kisses for me · 
1977: L'oiseau et l'enfant · 
1978: A-ba-ni-bi · 
1979: Hallelujah · 
1980: What's another year · 
1981: Making your mind up · 
1982: Ein bißchen Frieden · 
1983: Si la vie est cadeau · 
1984: Diggi-loo diggi-ley · 
1985: La det swinge · 
1986: J'aime la vie · 
1987: Hold me now · 
1988: Ne partez pas sans moi · 
1989: Rock me · 
1990: Insieme: 1992 · 
1991: Fångad av en stormvind · 
1992: Why me? · 
1993: In your eyes · 
1994: Rock 'n' roll kids · 
1995: Nocturne · 
1996: The voice · 
1997: Love shine a light · 
1998: Diva · 
1999: Take me to your heaven · 
2000: Fly on the wings of love · 
2001: Everybody · 
2002: I wanna · 
2003: Everyway that I can · 
2004: Wild dances · 
2005: My number one · 
2006: Hard rock hallelujah · 
2007: Molitva · 
2008: Believe · 
2009: Fairytale · 
2010: Satellite · 
2011: Running scared · 
2012: Euphoria · 
2013: Only teardrops · 
2014: Rise like a phoenix · 
2015: Heroes · 
2016: 1944 · 
2017: Amar pelos dois · 
2018: Toy · 
2019: Arcade · 
2021: Zitti e buoni · 
2022: Stefania · 
2023: Tattoo · 
2024: The code